# Leo Gingold

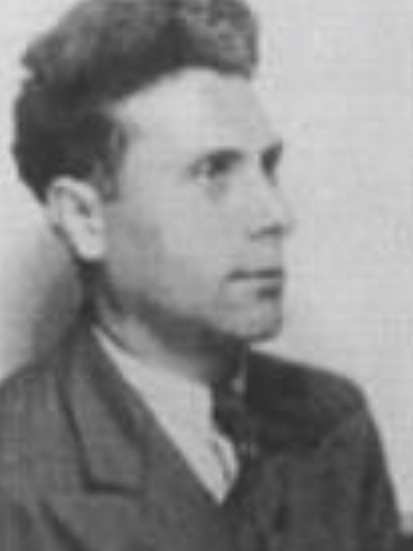
Gingold, Leo

Leo Gingold, auch Löb genannt, (* 4. Januar 1915 in Frankfurt am Main; † 1943 im KZ Auschwitz) war ein polnisch-deutscher Kaufmann aus einer jüdischen Familie, Widerstandskämpfer gegen den Nationalsozialismus in der Résistance und Opfer der Shoa.

## Leben
Gingold besuchte nach der Volksschule eine Oberrealschule und absolvierte danach in einer Großhandlung eine Lehre zum Textilkaufmann. 1933 flüchtete er zusammen mit Schwester Dora und seinen Eltern nach Paris ins Exil. Hier schloss sich Leo nach dem Einmarsch der Wehrmacht der Résistance und der Travail allemand (TA) an. Er wurde auch Mitglied im Comité „Allemagne libre“ pour l’Ouest (CALPO). Er verteilte an deutsche Wehrmachtssoldaten Flugblätter, in denen dazu aufgerufen wurde, den Eroberungskrieg gegen Frankreich zu sabotieren. Gingold wurde dabei aufgegriffen und am 16. Juli 1942 von der Gestapo verhaftet. Nach anderen Berichten wurde er am 4. November 1942 von der französischen Polizei inhaftiert und in verschiedene Internierungslager verbracht. Die letzte Station der Internierung wurde am 26. Januar 1943 das Sammellager Drancy. Von Drancy aus wurde Gingold am 9. März 1943 in das Lager Beaune-la-Rolande eingeliefert, ein Sammellager für den am 3. Mai 1943 erfolgten Abtransport zur Vernichtung im KZ Auschwitz. Der  exakte Tag seines Todes ist nicht bekannt.

## Ehrungen
Am 6. November 2007 wurden in der Frankfurter Breiten Gasse 23, wo einst sein Wohnhaus stand, für ihn und weitere Familienmitglieder Stolpersteine verlegt.
Neuer Börneplatz: Gedenkstätte für Holocaustopfer und die zerstörte Börneplatz-Synagoge.